# PLD Space
PLD Space (Payload Aerospace S.L.) es una compañía española del sector aeroespacial pionera y referente en Europa en el desarrollo de lanzadores reutilizables, con trayectoria de referencia en el sector y un sólido programa de desarrollo. A través de su familia de cohetes espaciales MIURA (MIURA 1 y MIURA 5), PLD Space situará a España entre el reducido número de países con capacidad para enviar al espacio con éxito satélites de pequeño tamaño.
Fundada en 2011 por Raúl Torres y Raúl Verdú, PLD Space cuenta con un equipo de más de 190 personas. La compañía, con sede en Elche (Alicante) y con instalaciones técnicas en Teruel, Huelva y Guayana Francesa, está comprometida con revolucionar el acceso comercial y científico al espacio en Europa.
El 7 de octubre de 2023, PLD Space hizo historia tras completar con éxito el lanzamiento de un primer cohete europeo privado, MIURA 1. Los resultados obtenidos en el vuelo aportan a la empresa un “conocimiento tecnológico completo” en el desarrollo de lanzadores espaciales y demuestran su madurez tecnológica.  
La empresa está aplicando las ‘lecciones aprendidas’ a su cohete orbital, MIURA 5, que realizará su primer vuelo a finales de 2025 desde el puerto espacial europeo CSG, en Kourou (Guayana Francesa), y que pondrá satélites de hasta 500 kg en órbita polar y de hasta una tonelada en órbita ecuatorial.

## Historia
PLD Space fue fundada en 2011 por Raúl Torres, Raúl Verdú y José Enrique Martínez en Elche (España). Un año después de su creación, en 2012, el Centro para el Desarrollo Tecnológico y la Innovación (CDTI), a través de su programa NEOTEC, concedió a la compañía 250 000 € de financiación para el desarrollo del primer motor cohete reutilizable de combustible líquido español, TEPREL, y la construcción de las instalaciones para probar esta tecnología.
 

Desde 2014, la empresa cuenta con su propio banco de ensayos, al principio solo para pruebas de motores de combustible líquido, ubicado en el Aeropuerto de Teruel. PLD Space logró con éxito la primera prueba de su motor de combustible líquido en el banco de pruebas el 1 de julio de 2015. Fue al mismo tiempo la primera vez que se probó un motor de cohete líquido en España. En 2018, la compañía amplía sus infraestructuras de ensayos para incluir un banco de pruebas vertical para calificar el cohete MIURA 1 totalmente integrado.

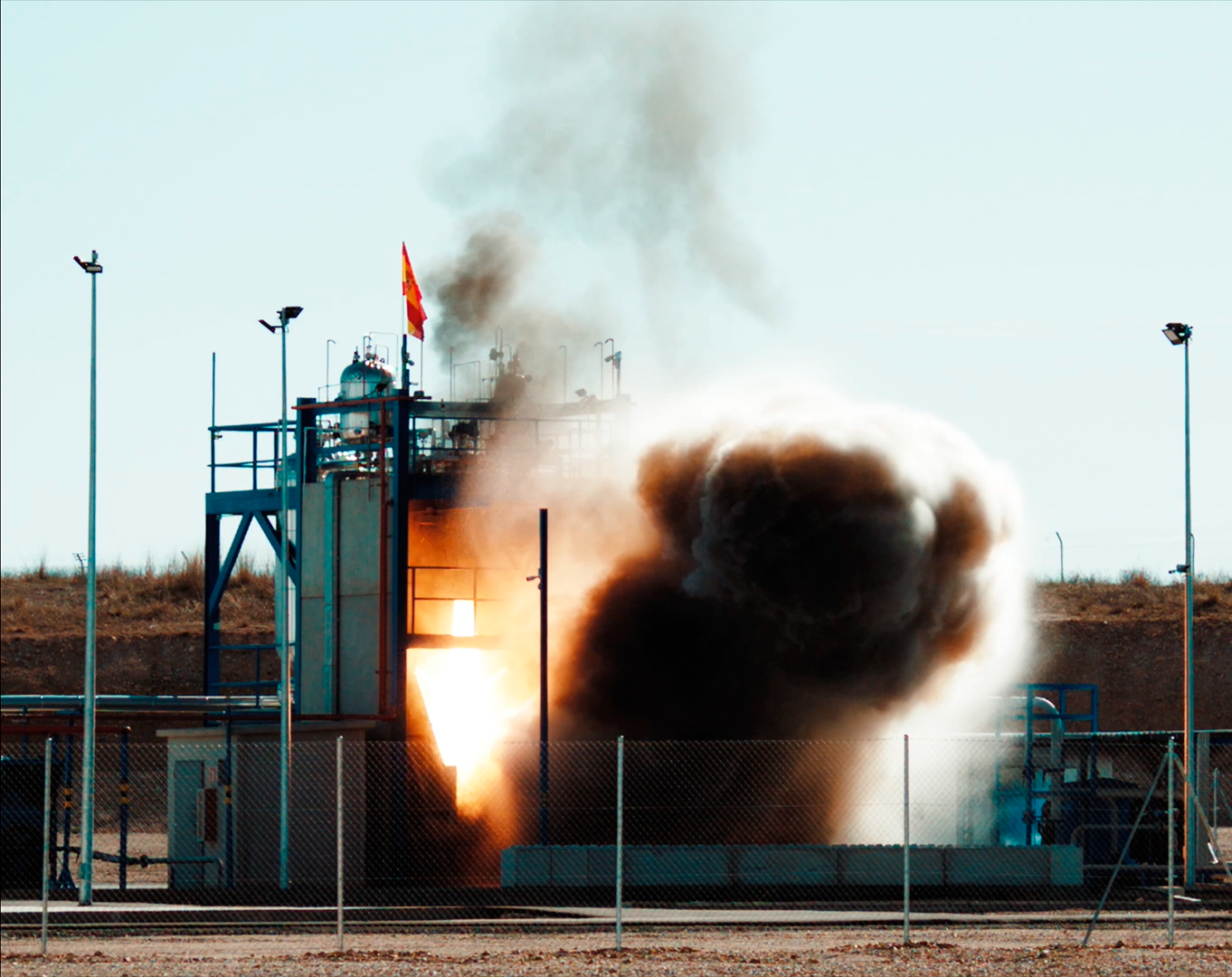
Prueba de motor en el Aeropuerto de Teruel, año 2017.

En agosto de 2017, la sede de la empresa trasladó su sede central al Parque Industrial Elche, donde también se encuentran las instalaciones de fabricación y ensamblaje de MIURA 1.
En noviembre de 2018, PLD Space alcanzó un acuerdo con el Instituto Nacional de Técnica Aeroespacial (INTA) para lanzar MIURA 1 desde El Arenosillo (Huelva). 
En julio de 2019, PLD Space alcanzó un acuerdo con el Centro Nacional de Estudios Espaciales (CNES) de Francia para estudiar futuros lanzamientos de MIURA 5 desde Kourou (Guayana Francesa).
El 26 de febrero de 2019, el ministro de Ciencia de España y astronauta, Pedro Duque visitó las instalaciones de PLD Space ubicadas en el Aeropuerto de Teruel durante ensayo del motor cohete TEPREL-B desarrollado bajo el soporte institucional de CDTI. Durante la visita del ministro se inauguró un nuevo banco de pruebas de integración vertical (T002).

El 11 de abril de 2019, la empresa completó el primer drop test de MIURA 5. Este ensayo, que se realizó con el apoyo del CDTI, el INTA y el Ejército de Tierra, sirvió para la validación de la propuesta de recuperación de la primera etapa de MIURA 5, dentro del proyecto con la ESA denominado FLPP-LPSR. 

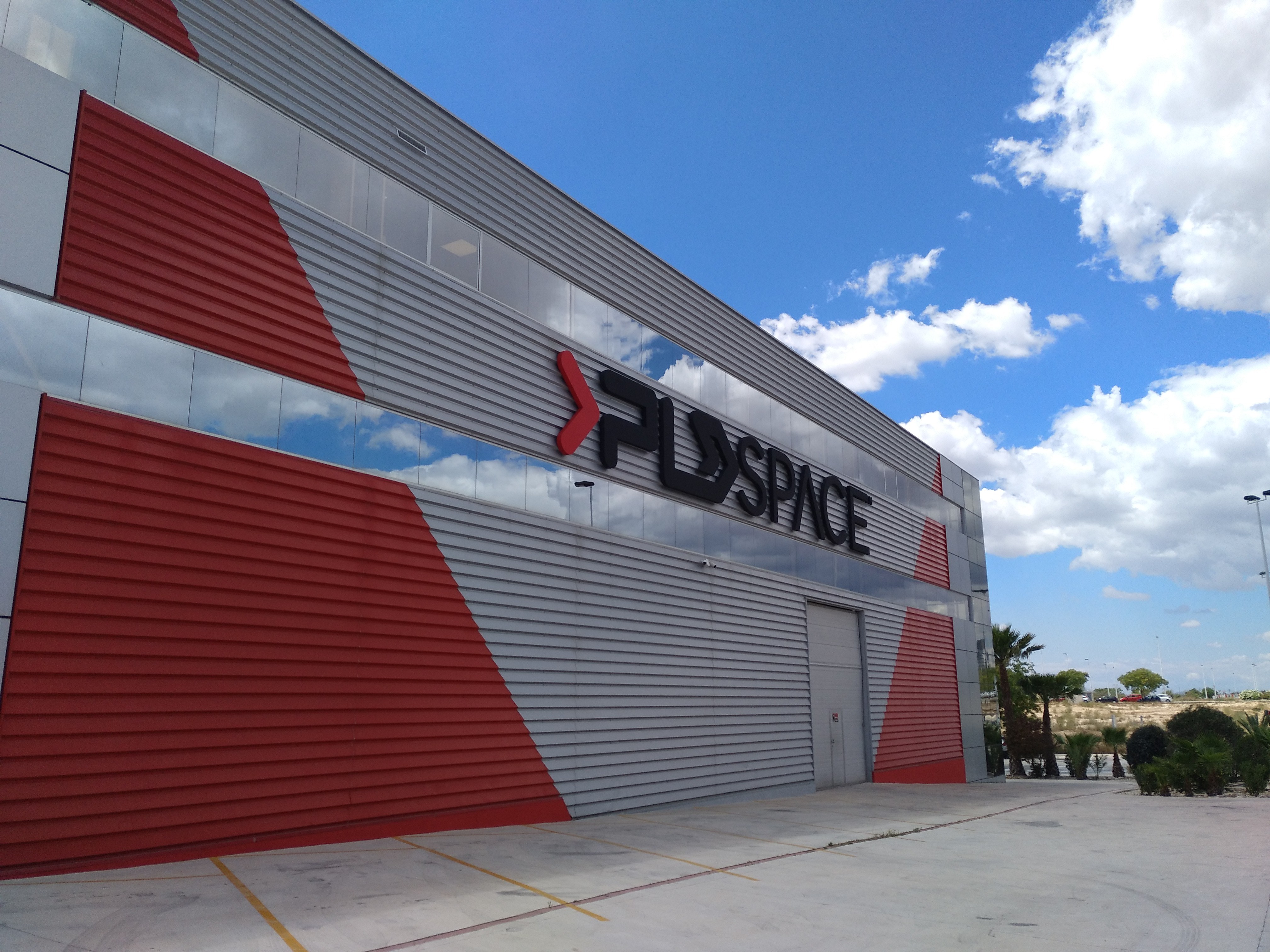
Sede de PLD Space en Elche, Alicante

En mayo de 2019, el primer modelo de vuelo del motor TEPREL-B sufrió una inesperada explosión durante una prueba, que se resolvió unos meses después. El 26 de febrero de 2020 PLD Space llevó a cabo otra prueba de encendido del TEPREL-B, esta vez con éxito. La prueba tuvo una duración de 2 min y 2 s, tiempo suficiente para llevar MIURA 1 hasta el espacio.
Durante 2020 la compañía aumentó su plantilla de 40 a 70 empleados. También ese año, firmó el primer acuerdo comercial con un gran operador de satélites, la empresa española Hispasat.
En 2021, TEPREL-B se convirtió en el primer motor cohete de combustible líquido desarrollado en Europa con calificación para vuelos espaciales.
En noviembre de 2021, se presentó la primera unidad integrada de MIURA 1 en el Museo Nacional de Ciencias Naturales, en Madrid. En este evento público la compañía recibió el apoyo de sus inversores y diversas instituciones públicas, como el INTA, el Ministerio de Defensa, el CDTI o la Generalitat Valenciana. El cohete se exhibió al público durante tres días, durante los cuales cerca de 10 000 personas se acercaron a conocerlo.
En septiembre de 2022, la compañía completó con éxito la calificación de su cohete MIURA 1 con su ensayo de misión de vuelo exitoso, paso previo a su primer lanzamiento. Un año antes, la compañía había anunciado el lanzamiento del prototipo MIURA 1 para el segundo semestre de 2022 desde la base experimental de lanzamiento del INTA en El Arenosillo, retrasándose posteriormente hasta 2023.
El 7 de octubre de 2023 a las 19:19 CST, 02:19 hora española, se produjo con éxito el lanzamiento del MIURA 1.

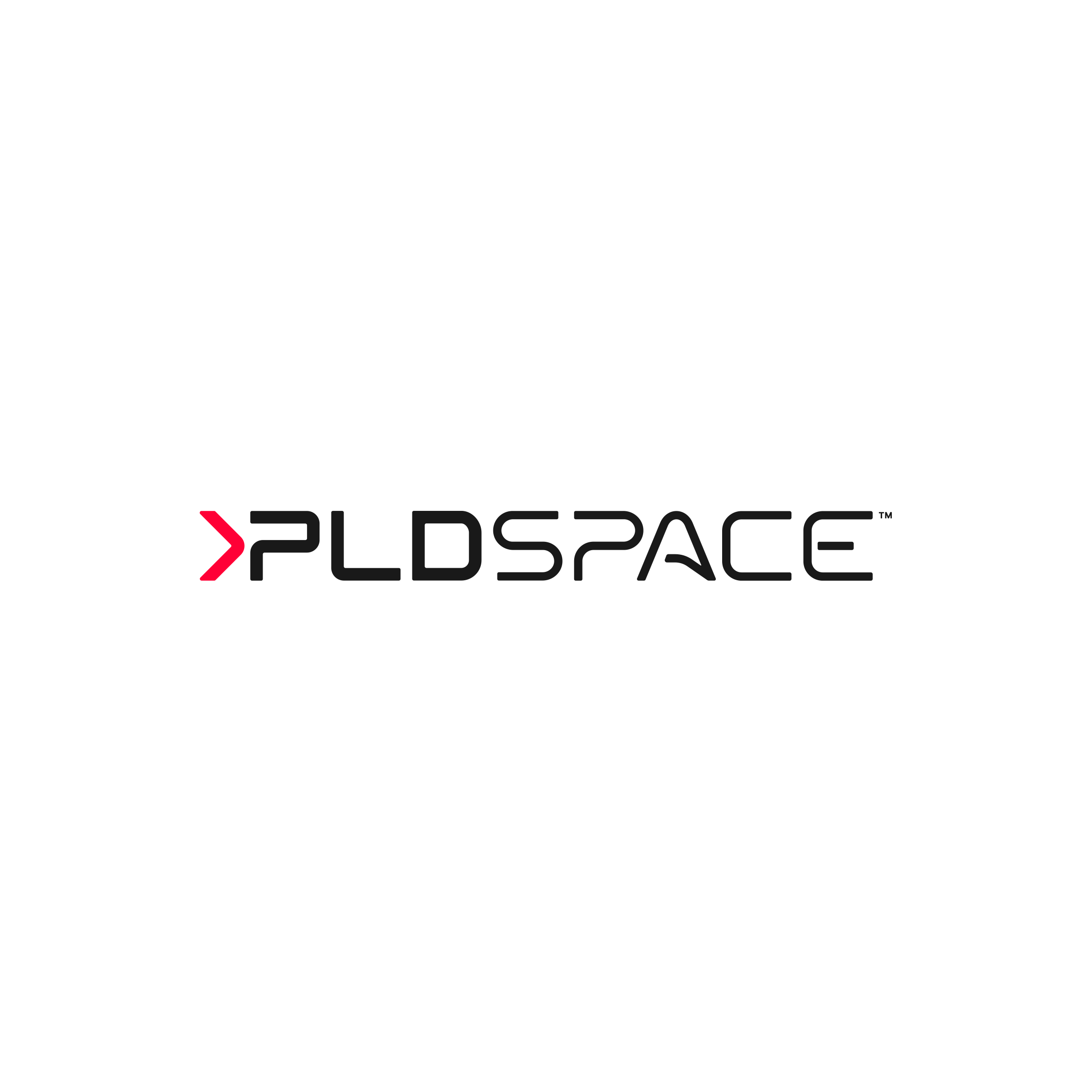
Logo de PLD Space desde 2024

En enero de 2024 la compañía consiguió 40,5 millones de euros de financiación a través del PERTE Aeroespacial del Ministerio de Ciencia español para desarrollar un lanzador nacional de pequeños satélites. Ese mismo mes, la Agencia Espacial Europea escogío a PLD Space como uno de sus contratistas privados para el lanzamiento de misiones espaciales.

## Financiación

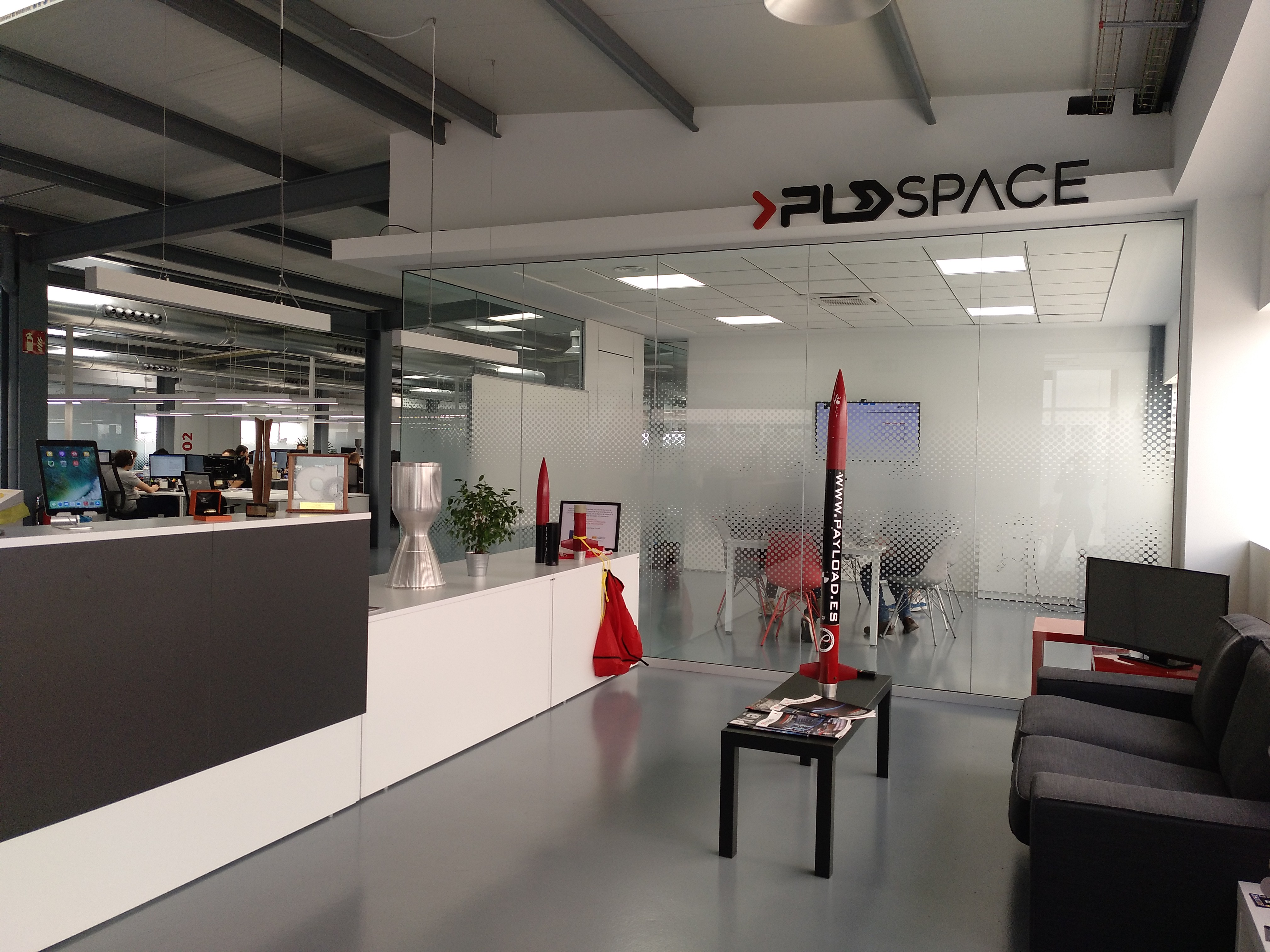
Interior de las oficinas de PLD Space

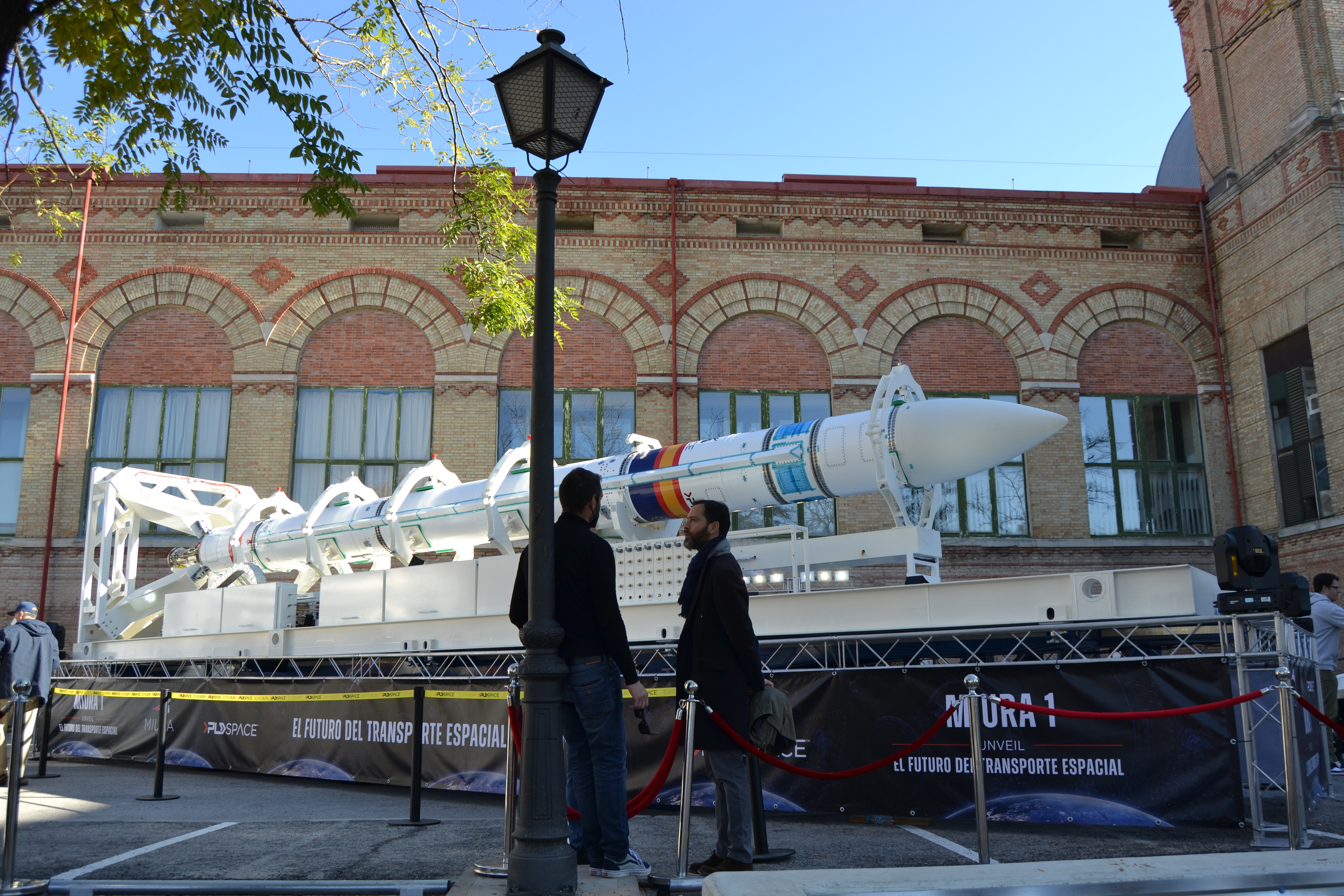
Miura 1 expuesto en Madrid en noviembre de 2021

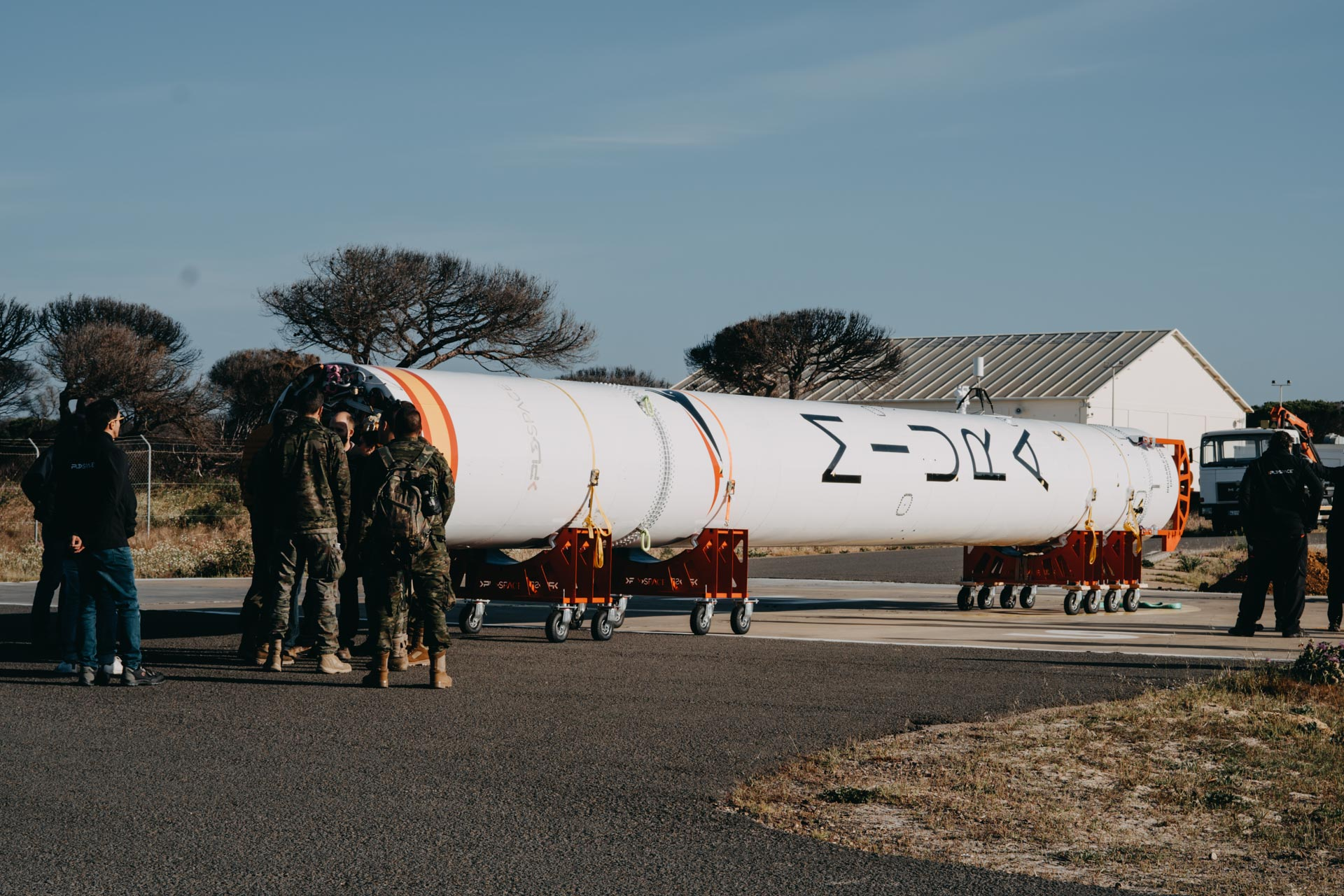
Prueba de reutilización del Miura 5 en Huelva, España, año 2019.

La compañía ha sido financiada a través de una serie de rondas de inversión con fuentes institucionales  y privadas, habiendo recaudado 120 millones de euros hasta junio de 2024. El estado español posee un 23 % de las acciones a través del CDTI, a continuación se detallan las inversiones más significativas.
En 2013, cerraron una ronda de inversión de 1.6 millones, incluido un contrato inicial por parte del Gobierno español a través del Centro para el Desarrollo Tecnológico y la Innovación (CDTI). PLD Space aseguró su primer contrato comercial como uno de los socios en el programa Small Innovative Launcher for Europe (SMILE) con la Comisión Europea y el Centro Aeroespacial Alemán (DLR) en diciembre de 2015. La compañía es responsable de probar los motores de propulsión líquida para el DLR en sus instalaciones de prueba de propulsión en el aeropuerto de Teruel.
En abril de 2016, PLD Space obtuvo otros 1 365 950 € (1,56 millones de dólares) del programa de motores reutilizables TEPREL de España. TEPREL (siglas de Tecnología Española de Propulsión Reutilizable Espacial para Lanzadores) ayudará a PLD Space a continuar con su programa de motor de cohete líquido, el primero en España dedicado a impulsar la industria de pequeños satélites en Europa. Este proyecto ayudará a PLD Space a tener un motor cohete 35 kN calificado para volar.
En octubre de 2016, la Agencia Espacial Europea (ESA) seleccionó a PLD Space como el contratista principal para el proyecto "Liquid Propulsion Stage Recovery" (LPSR) como parte del Programa Preparatorio de Futuros Lanzadores (FLPP) de la Agencia. El objetivo de este proyecto es estudiar una estrategia para recuperar la primera etapa de un lanzador, haciéndolo reutilizable, con un financiamiento proyectado de 749 849 € (más de 800 000 dólares).
En una segunda ronda de inversiones, que se cerró en enero de 2017, la compañía obtuvo 7,1 millones de dólares, 3,2 millones de los aportados por GMV. GMV también asumió el rol de desarrollar la aviónica completa de Miura 1 y Miura 5, incluyendo Orientación, Navegación y Control (GNC), telemetría y software a bordo de ambos lanzadores. PLD Space recibió 1 954 664 € adicionales (2,34 millones de dólares) en enero de 2018 a través de la Fase 2 del Instrumento de las Medianas Empresas (SME) de la Comisión Europea, como parte del programa Horizonte 2020 de la Unión Europea para investigación e innovación, una subvención para apoyar el desarrollo de un par de lanzadores diseñado para satélites pequeños.
En febrero de 2018, PLD Space fue una de las cinco empresas elegidas por ESA para realizar un estudio de viabilidad que propone un microlanzador económicamente viable y autosostenible comercialmente. Para esto, la compañía recibió un financiamiento de 300 000 € (alrededor de 368 000 dólares), siendo la única PYME en recibir este contrato.
Hasta abril de 2020 PLD Space había recibido financiación por valor de 18 millones de euros, de la cual el 75 % es privada.
En agosto de 2020 el Instituto Valenciano de Finanzas (IVF) concedió un préstamo subordinado por importe de dos millones de euros a PLD Space.
En septiembre de 2020, PLD Space se aseguró 7 millones de euros en financiación Serie B de Arcano Partners.
En diciembre de 2020 el CDTI anunció una inversión en la empresa a través de su programa INNVIERTE junto a JME Venture Capital y ALZIS. La inversión sería de 539 000 €.
En la presentación pública del MIURA 1 en Madrid, en noviembre de 2021, anunciaron una futura ronda de inversión de cerca de 100 millones de Euros, para financiar el futuro lanzador MIURA 5. A fecha de edición se espera el anuncio oficial.
| Fecha              | Inversores | Importe (Euros)                                        | Tipo                   | Serie           |
| ------------------ | --- | ------------------------------------------------------ | ---------------------- | --------------- |
| 2013               | - Caixa Capital Risc - CDTI - Gonzalo de la Peña                                                                                    | 1,6 M.                                                 | Inversión              | capital semilla |
| Abril 2013         | - CDTI (Programa Neotec) | 1 365 950                                              | Préstamo               | capital semilla |
| Octubre 2016       | - Agencia Espacial Europea (Programa Preparatorio de Futuros Lanzadores)                                                            | 749 849                                                | Contrato               |                 |
| Enero 2017         | - Caixa Capital Risc - CDTI - Gonzalo de la Peña                                                                                    | 6,7 M.                                                 | Inversión              | Serie A         |
| Enero 2018         | - Comisión Europea (Programa Horizonte 2020 )                                                                                       | 1 954 664                                              | Subvención             |                 |
| Febrero 2018       | - Agencia Espacial Europea | 300 000                                                | Contrato               |                 |
| Junio 2018         | - GMV - JME Venture Capital - Andreas Mihalovits - Aciturri - ALZIS                                                                 | 9 M.                                                   | Inversión              | Serie A         |
| Agosto 2020        | - Institut Valencià de Finances (IVF)                                                                                               | 2 M.                                                   | Préstamo subordinado   |                 |
| Cierre Serie A     | Cierre Serie A | 17M levantados                                         |                        |                 |
| Septiembre 2020    | - Arcano Partners | 7 M.                                                   | Inversión condicionada | Serie B         |
| Diciembre 2020     | - CDTI (Programa INNVIERTE) - JME Venture Capital - ALZIS                                                                           | 539 000                                                | Inversión              | Serie B         |
| Septiembre 2021    | - CDTI (Programa INNVIERTE) - STORNOWAY INVESTMENT                                                                                  | 1 891 000 (CDTI) + ?                                   | Inversión              | Serie B         |
| Cierre Serie B     | Cierre Serie B | 25M levantados                                         |                        |                 |
| 2024               | - PERTE (PERTE ESPACIAL) - Ampliación de ronda puente (CDTI) - (Banco Santander, EBN Banco y el Instituto de Crédito Oficial (ICO)) | 40 500 000 (PERTE) + 14 650 000 (CDTI) + 31 200 000 +? | Préstamos + subvención |                 |
| Financiación total | Financiación total | +120 M                                                 |                        |                 |

## Vehículos

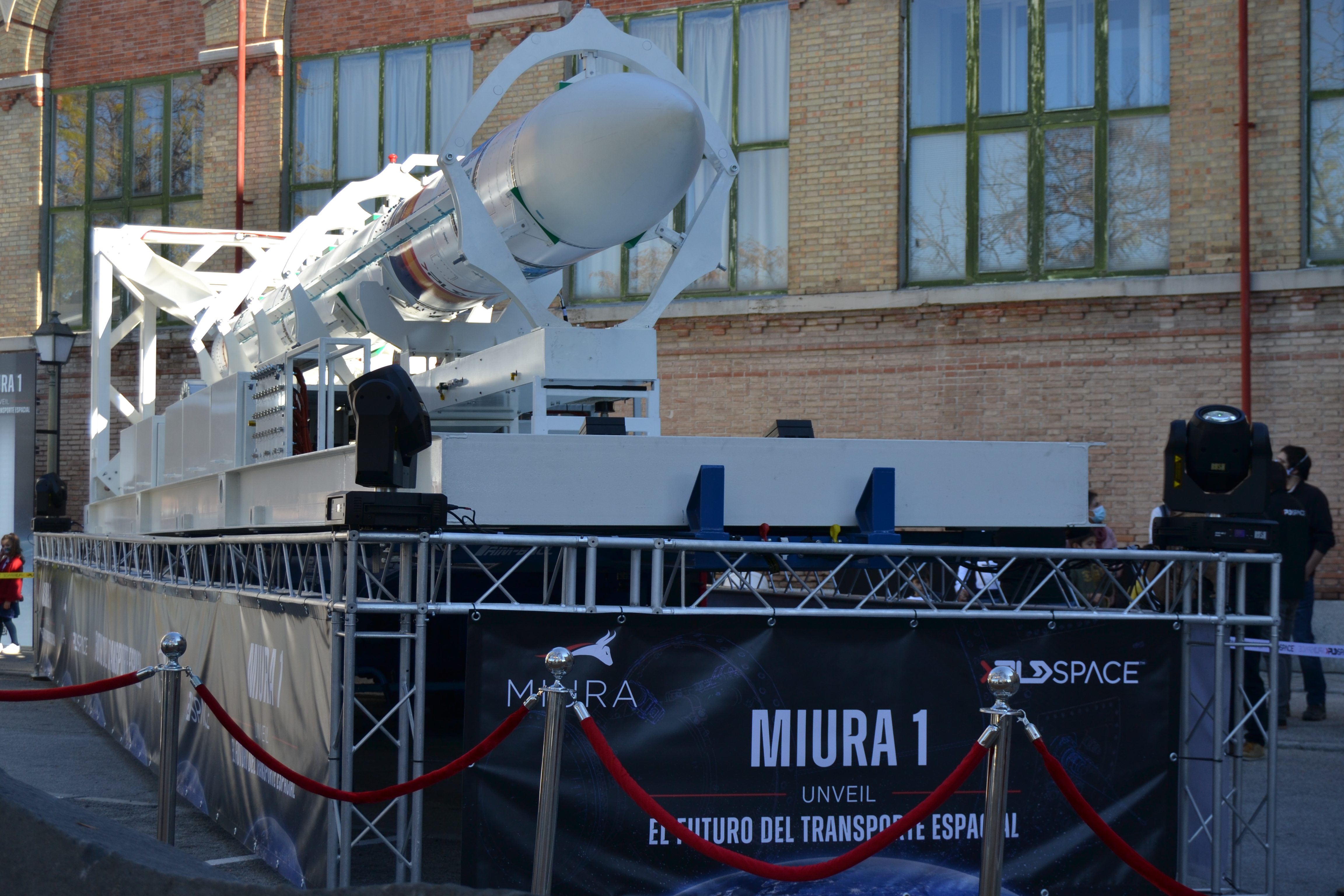
Miura 1 expuesto en Madrid en noviembre de 2021

### MIURA-1
Miura 1 es un vehículo de lanzamiento recuperable suborbital de una etapa, 12.5 m de longitud y 2500 kg. Está previsto que sea el primer vehículo de lanzamiento recuperable en Europa. Utiliza un motor TEPREL-B, también diseñado y producido por PLD Space.

### MIURA-5
Miura 5 es un vehículo de lanzamiento de dos etapas y 25 m de longitud, capaz de colocar hasta 300 kg de carga en una órbita heliosíncrona de 500 km. Utiliza 5 motores TEPREL-C.

### MIURA Next
Miura Next es un futuro vehículo de lanzamiento totalmente reutilizable que contempla la instalación de hasta cuatro boosters reutilizables para contar con una capacidad de hasta 56 toneladas en órbita terrestre, además de llevar menor cantidad de carga hasta la Luna y Marte.

### Lince
Lince es el nombre del proyecto para desarrollar cápsula de carga y tripulada. Tendrá una masa de 5 toneladas, un diámetro de 3,2 m, 8 m3 de volumen. Podrá llevar hasta cuatro o cinco astronautas, o bien 3,4 toneladas de carga a orbita baja.

## Instalaciones

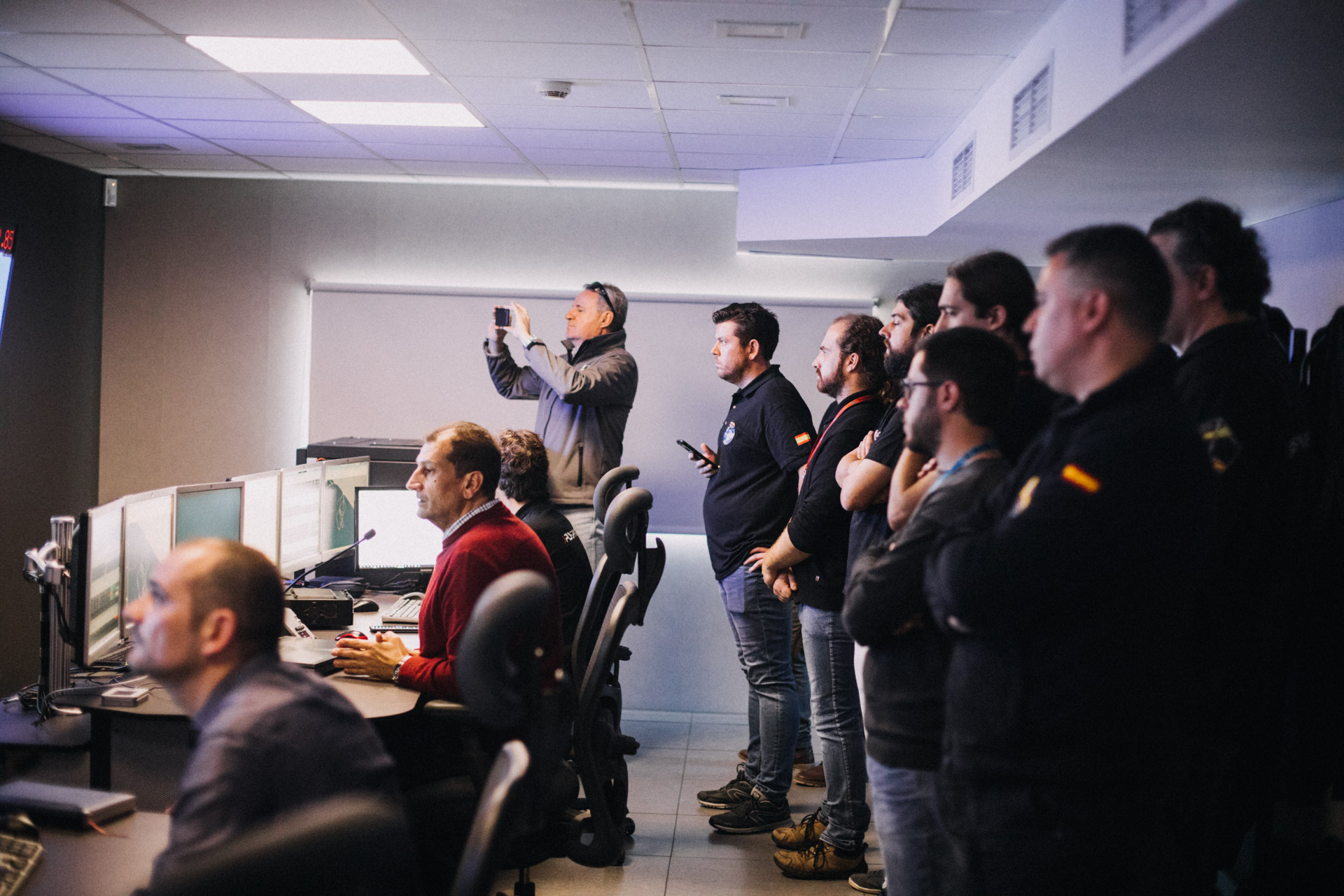
Parte del equipo de PLD Space durante la prueba de reutilización del Miura 5

PLD Space tiene su sede principal y fábrica en Elche, España. Además de esta oficina central, cuenta con otras instalaciones:

### Instalaciones de prueba de propulsión en Teruel
En agosto de 2018, PLD Space firmó una concesión con el Consorcio del Aeropuerto de Teruel por 13 337 m2 de espacio en el aeropuerto para probar la tecnología de lanzamiento de vehículos. El acuerdo cubría 25 años, con una extensión opcional de 10 años. PLD Space invertiría 1 millón de € en infraestructura para la construcción de una nueva sala de control, oficinas, vías de acceso, un motor cohete hangar de mantenimiento y un nuevo banco de pruebas para probar su cohete Miura 1. Durante los tres años anteriores, las pruebas se habían realizado sobre la base de un contrato a corto plazo.

### Centro de Experimentación de El Arenosillo
PLD Space ha alcanzado un acuerdo con el Instituto Nacional de Técnica Aeroespacial para el uso de las instalaciones del Centro de Experimentación de El Arenosillo para el lanzamiento del cohete Miura 1 y pruebas del Miura 5.

### Centro Espacial de Guayana
La compañía dispone de una concesión de 15 765 m2 de espacio en el complejo de lanzamiento ELM, en el Centro Espacial de Guayana, sobre la cual se encuentra en proceso de construcción una zona de lanzamiento y un área de preparación que comprende un hangar de integración, una sala limpia, un centro de control, oficinas comerciales y de trabajo.